# Bildtrigger (Bildverarbeitung)
Ein Bildtrigger löst durch Auswertung der elektronischen Signale des Aufnahmesensors einer digitalen Kamera die Aufzeichnung eines oder mehrerer Bilder aus.
Zur Aufnahme und Analyse schnell bewegter Objekte (zum Beispiel in der Fehlerkontrolle einer Fertigungsstraße) kommen immer häufiger moderne Hochgeschwindigkeitskameras zum Einsatz.
Dabei ist es notwendig, die Aufnahme einer Bildserie auszulösen, sobald das Objekt vollständig im Livebild der Kamera erscheint. Dies versucht man üblicherweise mit Hilfe von Lichtschranken, die den Auslöseimpuls erzeugen, sobald sich das Objekt hindurchbewegt. Bei Aufnahmesituationen mit stark schwankender Objekt- oder Transportgeschwindigkeit ergeben sich allerdings Probleme, die zu prüfenden Teile tatsächlich synchron im richtigen Moment im Bild festzuhalten. Nur durch Zeit- und kostenaufwändigen Einsatz zusätzlicher Sensorik wäre eine exakte Bildauslösung möglich.
Durch die Verwendung des Bildtriggers wird diese Aufgabe schneller und mit höherer Genauigkeit gelöst, ohne zusätzlichen Installationsaufwand zu verursachen. Der in Highspeed-Kameras integrierte „ImageBLITZ“-Bildtrigger verwendet das Livebild der Kamera selbst als beliebig variierbaren, schnell reagierenden Sensor.
Dabei kommen Kameras in CMOS-Technologie zum Einsatz, bei denen der Inhalt jedes einzelnen Pixels bereits digitalisiert zur Verfügung steht und somit eine schnelle Auswertung der Bildinformation möglich ist. Auch einzelne, aneinander angrenzende Speicherzellen können mit hoher Geschwindigkeit ausgelesen werden.
Im Bildfeld – dort, wo das Triggerereignis zu sehen sein wird – wird hierbei ein Liniensegment in definierbarer Länge positioniert. Der Betrag der Grauwertänderung wird festgelegt, und ob es ein Wechsel in Richtung dunkel oder hell sein soll. Dazu wird angegeben, wie viele Pixel der Linie mindestens betroffen sein sollen.
Bei jedem so ermittelten Triggerereignis sendet die Kamera ein Bild (oder eine Bildserie) an den angeschlossenen Rechner, in dem es von einem Bildverarbeitungsprogramm weiterverarbeitet wird oder zur Archivierung gespeichert werden kann.